# Park miejski im. Adama Mickiewicza w Sanoku
Park miejski im. Adama Mickiewicza w Sanoku – park miejski w Sanoku.
Jest to największy park typu górskiego w Polsce. Usytuowany jest w samym centrum miasta z dominującym wzniesieniem Góry Parkowej, wyrastającej ponad miasto na wysokość 364 m n.p.m., powierzchnia parku wynosi ponad 10 ha. Obecnie do parku prowadzą dwa wejścia – przez bramę parkową od strony ulicy Adama Mickiewicza (przed parkiem znajduje się Plac Harcerski) oraz wejście od strony ul. Kościuszki przy pomniku Tadeusza Kościuszki (Skwer Niepodległości). Na granicy z parkiem są położone m.in. byłe lodowisko Torsan, Gmach Towarzystwa Gimnastycznego „Sokół”, budynek II Liceum Ogólnokształcącego im. Marii Skłodowskiej-Curie.

## Historia

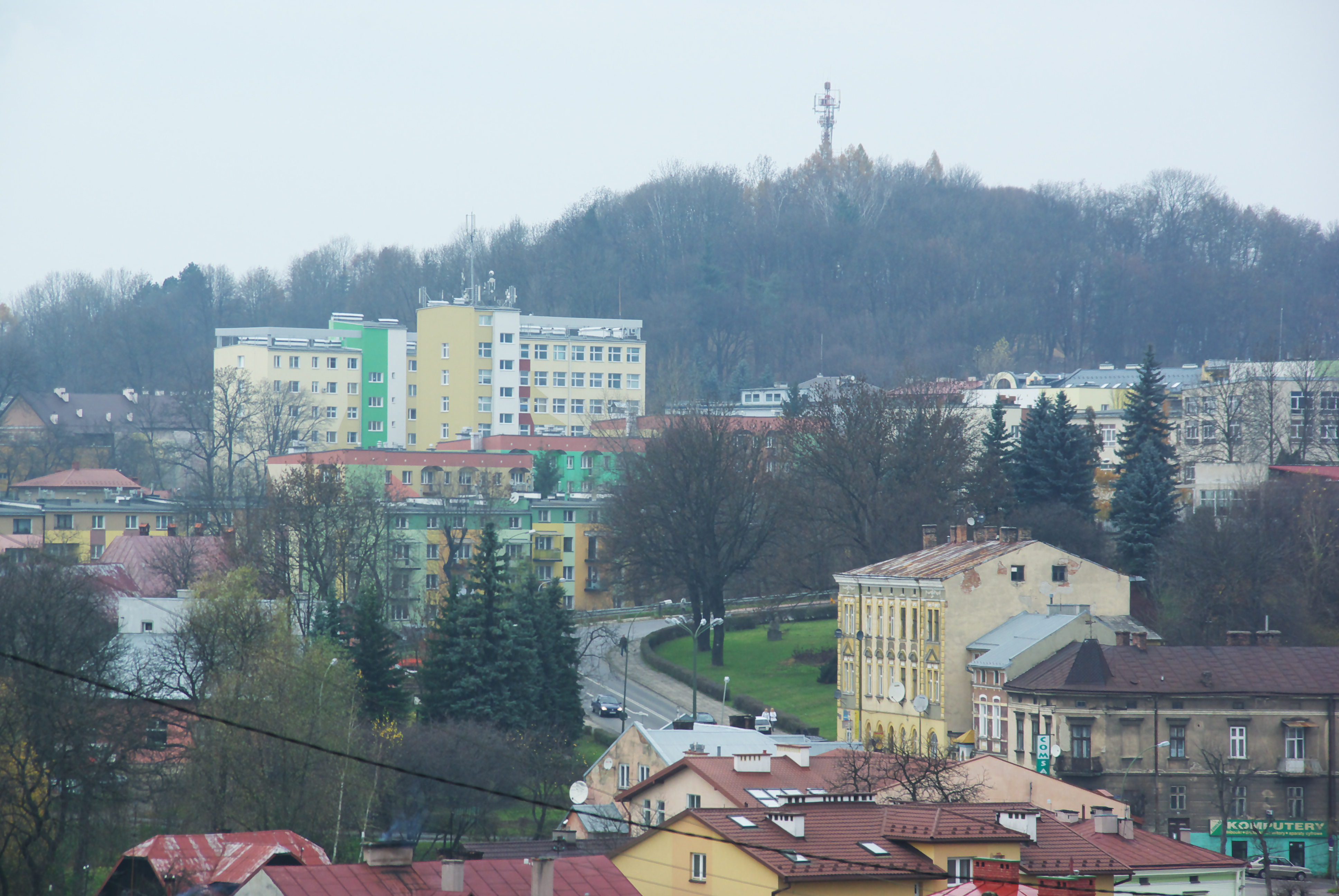
Widok na park ponad centrum miasta od strony wschodniej

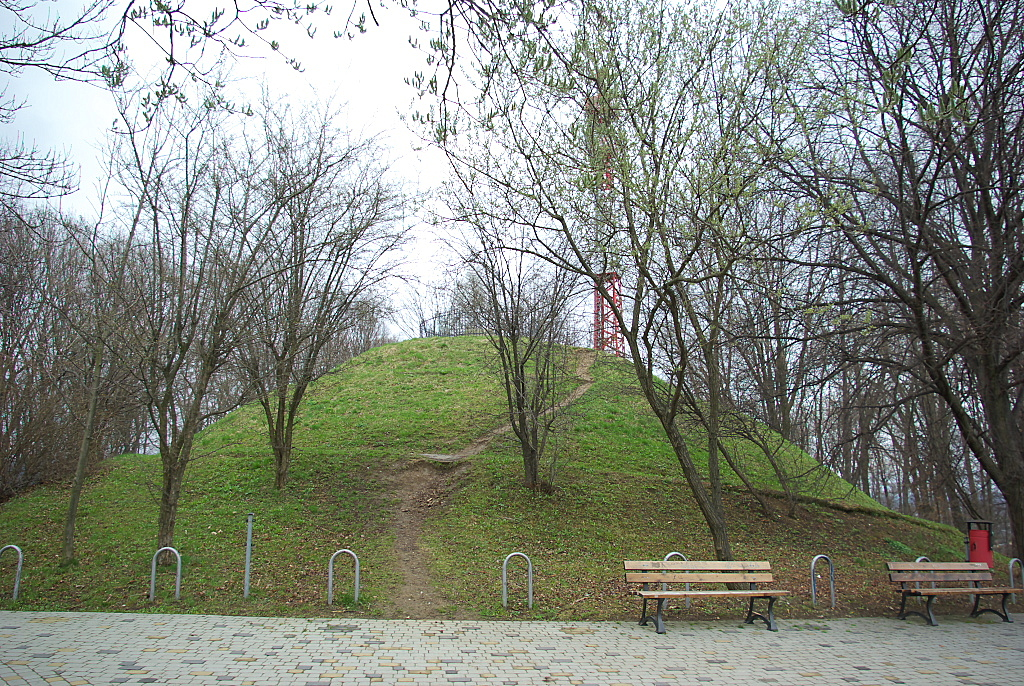
Kopiec Mickiewicza

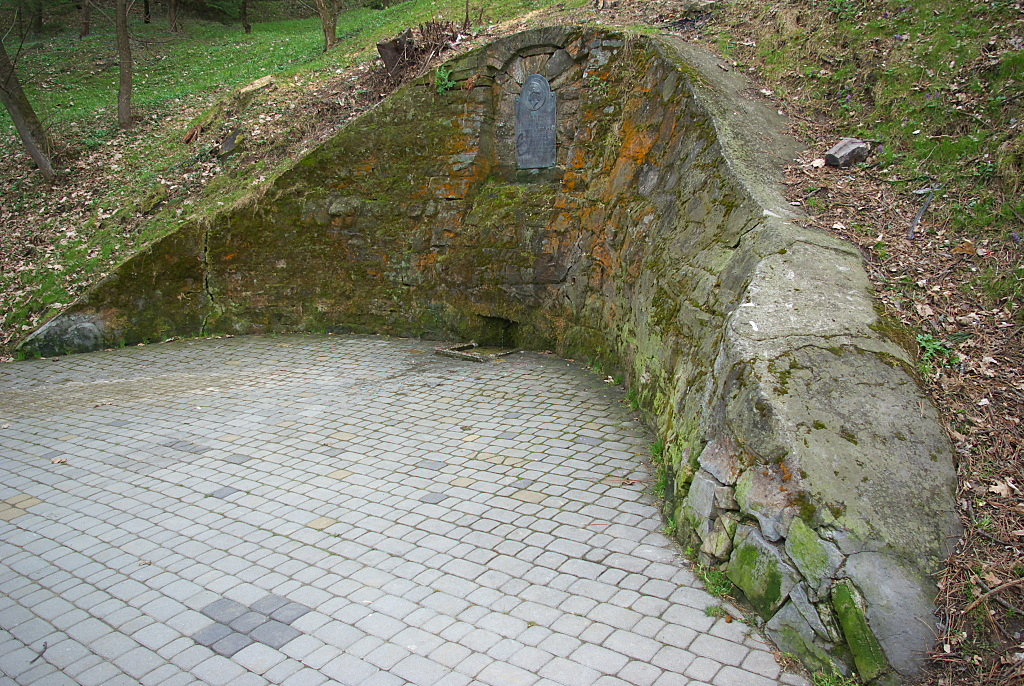
Źródełko Chopina z tablicą upamiętniającą fundatora, dra Mniszech-Tchórznickiego

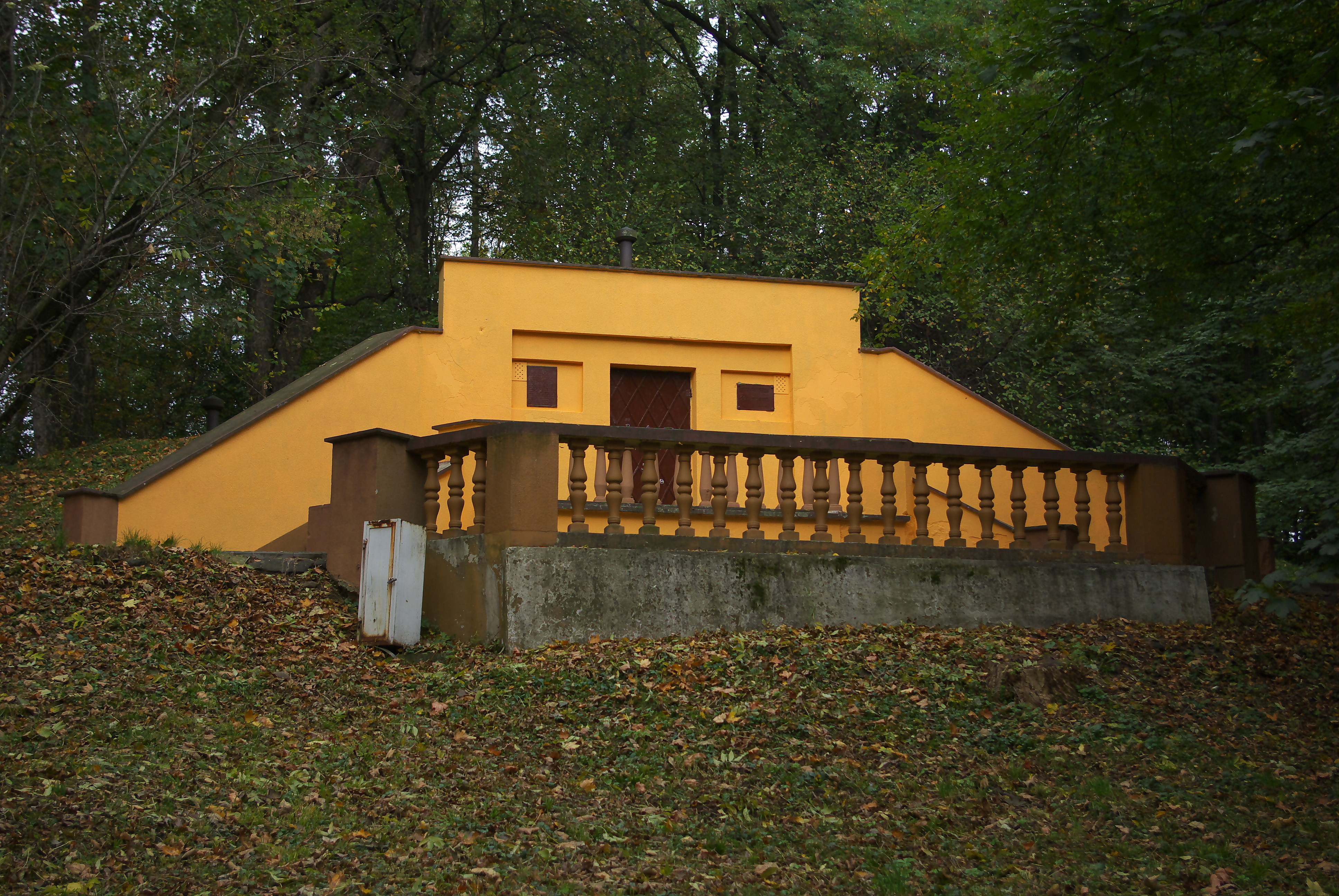
Budynek rezerwuaru wodociągów miejskich

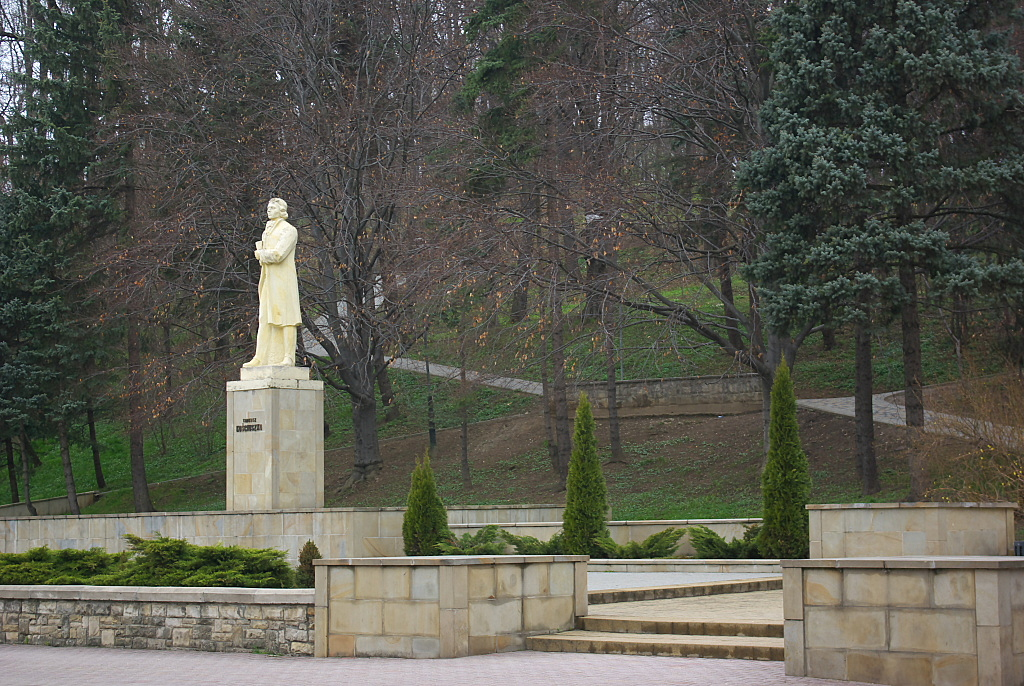
Pomnik Tadeusza Kościuszki na skraju parku przy ulicy Kościuszki

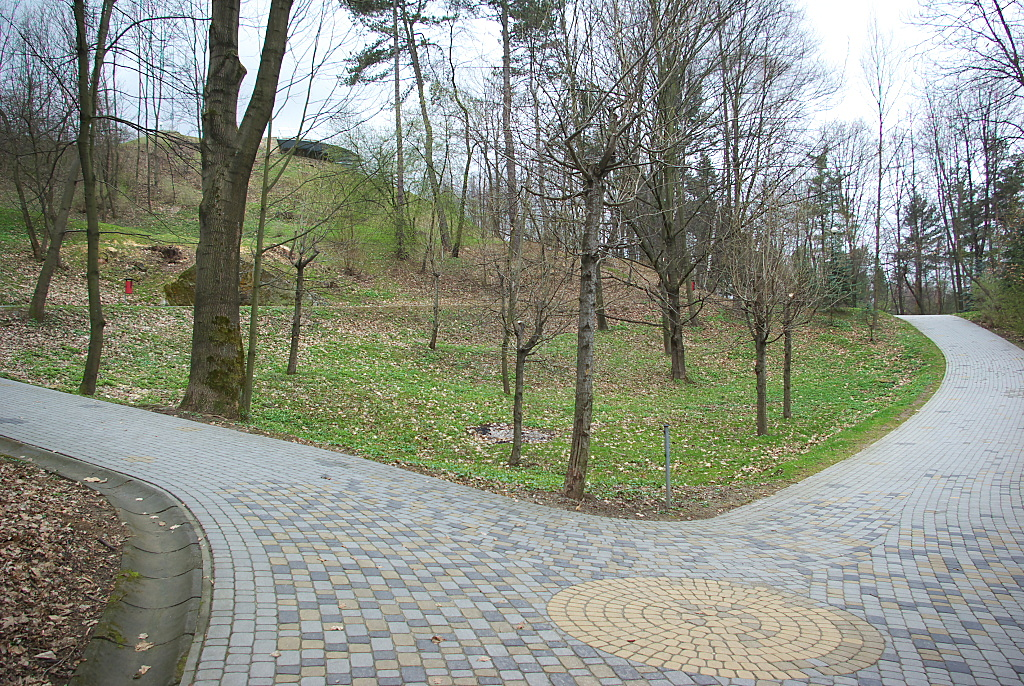
Alejki w parku

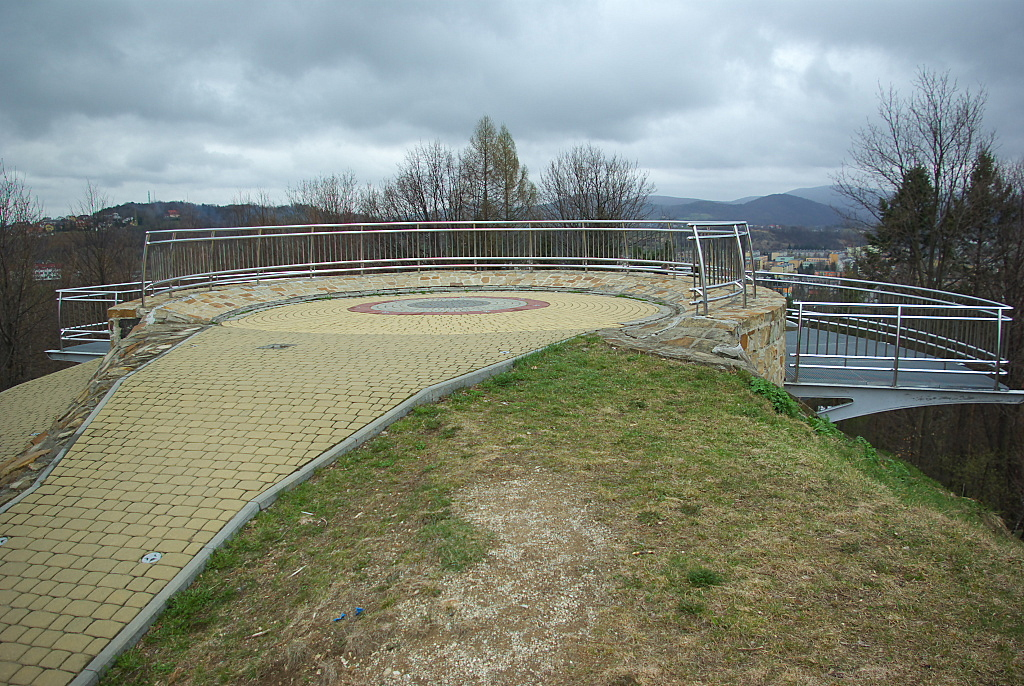
Platforma widokowa

Pierwotnie, 10 maja 1885 został otwarty ogród miejski w Sanoku, który urządził E. Herzig, a plan wykonał c. k. inżynier powiatowy Jan Hantschl. Początki parku na górze Stróżnia (zwana także Aptekarka, obecnie Góra Parkowa) sięgają ok. 1890 roku. Projekt parku wykonał architekt miejski inż. Władysław Beksiński. Propozycję trójkątnego rozmieszczenia budynku szkoły, gmachu „Sokoła” i restauracji u wejścia do parku (obecnie Plac Harcerski) wysunął przebywający w 6 czerwca 1896 w Sanoku architekt Arnold Röhring.
Inicjatorem i założycielem parku miejskiego był August Ścibor-Rylski, który sam sadził pierwsze drzewa. On 25 sierpnia 1900 oprowadzał po parku lustrującego teren Namiestnika Galicji Leona Pinińskiego. W 1898 Rada Miejska Sanoka nadała parkowi i ulicy przebiegającej od strony wschodniej imię Adama Mickiewicza w setną rocznicę jego urodzin. W tym samym roku na szczycie wzniesienia usypano niewielki kopiec (także imienia Mickiewicza, prace wykonywała sanocka młodzież gimnazjalna), następnie znacznie powiększony, w tym celu w połowie 1905 komitet powstały celem naprawy kopca nabył teren przy kopcu, należący do p. Tebinkowej, prace trwały od 27 września 1905 (uczestniczyli w nich dobrowolnie mieszkańcy, w tym gimnazjaliści), do 1910, gdzie umieszczono kamień na pamiątkę setnej rocznicy urodzin Adama Mickiewicza. Na zboczach wzniesienia utworzono park miejski. W 1899 roku prowadzono urządzanie parku – tworzono nasypy, ustalano ścieżki spacerowe, sadzono drzewa i krzewy. Prace kontynuowano w następnych latach. W zagospodarowaniu góry Aptekarki celem nadania jej charakteru parku przewodziło Towarzystwo Upiększania Miasta Sanoka rozpoczęło zagospodarowanie. W działaniach aktywnie uczestniczyła młodzież szkolna. Udział w zalesianiu parku miał inż. Jan Kosina. Wsparcia udzielił sprawujący wówczas funkcję burmistrza, Aital Witoszyński. Przed 1906 staraniem Towarzystwa Upiększania Miasta Sanoka w parku została umieszczona altana, istniejąca w kolejnych latach.
Tworzenie parku miejskiego zainicjowało pierwotnie Towarzystwo Oświatowe „Znicz” (zajmujące się krzewieniem oświaty, kultury, czytelnictwa) za sprawą jej organizatora Jana Zarewicza (z zawodu aptekarza – stąd nazwa góry Aptekarka). Zarewicz odstąpił miastu za symboliczną kwotę południowe i wschodnie zbocza góry Stróżni. Podobnie uczynił dr Aleksander Mniszek-Tchorznicki (jako sędzia i przewodniczący delegacji przyczynił się do pozostania Morskiego Oka w granicach Polski w wyniku sporu terytorialnego), który darował miastu powierzchnię przeszło 6 morgów na północny zboczu góry (spisanie kontraktu ogłoszono 12 maja 1910) celem powiększenia areału parku. Zgodnie z decyzją Towarzystwa Upiększania Miasta Sanoka anektowana część ogrodu miejskiego została mianowana imieniem Fryderyka Chopina w setną rocznicę urodzin kompozytora (1910). W związku z tym część północna parku była zwana „Parkiem Chopina”. Źródełko zostało obudowano piaskowcem, w 1910 TUMS umieściło pod wypływającym z góry źródłem spiżową tablicę pamiątkową z brązu z inskrypcją i wizerunkiem kompozytora, dłuta rzeźbiarki Marii Gerson. Tablicę wykonano w Sanockiej Fabryce Wagonów (w północnej stronie góry znajduje się obecnie fragment pierwotnego parku zwanego kiedyś Parkiem Fryderyka Chopina). W 1909 roku przeprowadzono dalsze unowocześnienia parku: stworzono rondo (obecnie nieistniejące, w tym miejscu istnieje Plac Harcerski), wytyczono nowe ścieżki spacerowe w Parku Chopina, wciąż sadzono nowe drzewa i roślinność. W 1910 roku stworzono kilkaset metrów ścieżek na stokach parku. Na przełomie marca i kwietnia 1910 C.K. Rada Szkolna Krajowa wystosowała podziękowania za poparcie sprawy wychowania fizycznego młodzieży szkolnej skierowane do A. Mniszek-Tchorznickiego (za darowanie gruntu pod park im. Chopina jako miejsce do zabaw i gier ruchowych młodzieży) i do starosty sanockiego Antoniego Pogłodowskiego (za inicjatywę, życzliwość i pośrednictwo w tej sprawie). Wiosną 1910 w części im. Fryderyka Chopina zostało posadzonych kilkadziesiąt krzewów ozdobnych które ofiarowała Stanisława Tarnawiecka. 11 czerwca 1911 roku odbyło się uroczyste otwarcie Parku Chopina z festynem na okoliczność oddania do użytku źródełka. W tym czasie łączna powierzchnia parku wynosiła 6 ha. Opiekę nad nim pełnił etatowy ogrodnik miejski. Funkcję tę od 1913 do 1940 pełnił Piotr Radwański (1873-1955). W tym czasie park był określany jako Ogród miejski lub Ogród publiczny. Na początku istnienia powierzchnia parku wynosiła ok. 5 ha.
Od początku istnienia park służył jako miejsce spacerowe, a na jego obszarze często grywała kapela. Na początku XX wieku na Górze Parkowej młodzież obchodziła święto Konstytucji 3 Maja paląc olbrzymie ogniska z jałowców. W czasie I wojny światowej teren parku uległ wyniszczeniu wskutek dewastacji. W okresie międzywojennym na terenie parku istniało kilka altanek.
5 września 1931 w parku miejskim został zastrzelony znany miejscowy działacz komunistyczny narodowości żydowskiej, Samuel Rein, z zawodu elektrotechnik. Przed 1939 park bywał określany mianem „żydowskiego” z racji przebywania tam grup z organizacji syjonistycznych.
Podczas II wojny światowej w okresie okupacji niemieckiej na zboczu Góry Parkowej Niemcy zbudowali basen kąpielowy (nur für Deutsche) wraz z urządzoną plażą (planowano także stworzenie kolejki łączącej Górę Parkową z Białą Górą po drugiej stronie Sanu). W trakcie wojny na obszarze parku ustawiono stanowiska broni armatniej. U kresu wojny, po nadejściu frontu wschodniego jesienią 1944 na południowym stoku góry ulokowano punkty obserwacyjne dowództwa jednostek Armii Czerwonej.
Po zakończeniu II wojny światowej w 1946 pracami w zakresie opracowania planu zagospodarowania parku miejskiego kierował inż. Stanisław Beksiński. W latach PRL na dziedzińcu przy wejściu do parku (obecnie Plac Harcerski) istniała fontanna, a wokół niej rabaty i klomby z kwiatami – te elementy zostały później zlikwidowane. Następnie plac i alejki parkowe zostały wyasfaltowane. Ponadto na stoku parku istniała skocznia narciarska. Na początku 1965 na ukończeniu pozostawała budowa skoczni narciarskiej (zaplanowanej dla skoków nawet na odległość 45 metrów), zaś w tym rejonie 7 lutego 1965 został oddany do użytku wyciąg narciarski na Górę Parkową, biegnący spod sanockiego stadionu, natomiast stok slalomowy został oświetlony (działał nadal w latach 70.). Na obszarze parku odbywały się zawody saneczkarskie, których organizatorem był Jerzy Lisowski.
W latach 70. trwała przebudowa parku na podstawie projektów Akademii Sztuk Pięknych w Krakowie do 1979. Do 1990 roku dokonywano jedynie niewielkich remontów terenu parku. Na początku XXI wieku od 2005 roku trwała rewitalizacja i odnowa parku – zarówno w sferze roślinnej (opieka nad drzewami, usuwanie obumarłych okazów), jak również w ramach dostępności dla ludzi. W 2006 roku sprawdzano drzewostan, sadzono nowe obiekty. W 2007 roku dokonano prac renowacyjnych, zostało odnowione wejście do parku od ulicy Mickiewicza, zainstalowano nowe ogrodzenie, ścieżki spacerowe parku wyłożono kostką brukową, ustawiono lampy oraz ławki, zaś na szczycie stworzono platformę widokową stanowiącą punkt obserwacyjny (została oddana do użytku we wrześniu 2007 roku, przebudowa rozpoczęła się w styczniu 2007 roku).
W lutym 2012 wszedł w życie regulamin korzystania z parku miejskiego.
Park miejski został wpisany do gminnego rejestru zabytków miasta Sanoka, opublikowanego w 2015.

## Obiekty
Obecnie na terenie parku znajdują się obiekty, przede wszystkim o charakterze historycznym.
- Źródełko Chopina (północny stok parku) wraz z tablicą pamiątkową w 100. rocznicą urodzin F. Chopina
- Kopiec Adama Mickiewicza w Sanoku (szczyt Góry Parkowej).
- Nieistniejący Pomnik Pamięci, ustanowiony w okresie II wojny światowej podczas okupacji niemieckiej, upamiętniający atak Niemiec na ZSRR; inskrypcja brzmiała: „Zur Erinnerung an den 22. Juni 1941 Festungs-Pionierstab 24 Vorm. Oberbaustab 33. 1940-1942”[55][56]. Na utworzonej formie pomnika została umieszczona kopuła pochodząca z sowieckiego bunkra z Krzywuli koło Leska[57]. Po wojnie, z czasem zostały usunięte metalowe litery stanowiące inskrypcję[58]. Pomnik został zlikwidowany w 1957[58].
- Pomnik Tadeusza Kościuszki odsłonięty we wrześniu 1962 roku[59], położony na placu przy południowym wejściu do parku od ulicy T. Kościuszki, który w 2018 otrzymał nazwę Skwer Niepodległości[60].
- Pomnik Wdzięczności Żołnierzom Armii Czerwonej, istniejący w latach 1977–2016 przy wschodnim wejściu do parku od ulicy Adama Mickiewicza (Plac Harcerski). Wcześniej od jesieni 1945 w tym miejscu istniał inny pomnik z tym samym upamiętnieniem[61][62][62], następnie powstał obelisk z 1951 roku, powstały w miejscu małej wojskowej mogiły. Obecny pomnik stoi od 1977 roku (uprzednio przeprowadzono ekshumację ciał żołnierzy, które przeniesiono do utworzonej kwatery na Cmentarzu Centralnym)[63][64].
- Zabytkowy budynek stacji wodociągowej z lat 30. XX wieku, stacja pomp z pocz. XX wieku (wschodni stok parku). Zbiornik retencyjny wodociągów miejskich, które w 1934 roku zaprojektował inż. Otto Nadolski[65]. Za kadencji burmistrza Jana Rajchla (1881–1937) od lutego 1934 trwała budowa, zakończona oddaniem do użytku wodociągów miejskich 24/25 czerwca 1936 (ujęcie wody zainstalowano w Trepczy, zaś zbiornik rezerwuarowy w parku miejskim)[66]. Pod koniec lat 30. na frontowej ścianie budynku umieszczony był napis Zbiornik wodociągowy Sanoka[67]. We wrześniu 2012 roku elewacja rezerwuaru została odmalowana[68]. Na fasadzie budynku (odmalowanego w 2012 roku) znajdują się dwie tablica pamiątkowe:
  - Tablica poświęcona uruchomieniu wodociągów miejskich z 1936 roku. Inskrypcja brzmi: „Wodociąg ten wybudowano przy finansowej pomocy funduszy pracy w czasie od lutego 1934 do lipca 1936. Otwarto dnia 2.VIII.1936 za prezydentury R P.P. Prof. Ignacego Mościckiego włodarstwa województwem lwowskiem pułk. Władysława Beliny Prażmowskiego pow. sanockim mjr Wojciecha Buciora a król. woln. M. Sanokiem burmistrza dr Jana Rajchla. Projektował prof. Otto Nadolski. Wykonał Zarząd Miejski i przedsiębiorstwo inż. Jerzy Dobrowolski. Robotami kierował inż Roman Wajda”[69].
  - Tablica dla upamiętnienia 50-lecia wodociągów miejskich, założonych w 1934 roku. Została ustanowiona przez Sanockie Przedsiębiorstwo Gospodarki Komunalnej w Sanoku w maju 1984 roku i odsłonięta 8 czerwca 1984 roku podczas obchodów jubileuszu powstania. Inskrypcja brzmi: „Sanockie Przedsiębiorstwo Gospodarki Komunalnej w Sanoku ufundowało tę tablicę dla upamiętnienia 50-lecia wodociągów miejskich. Sanok 1984”[70][71].
- Wieża telewizyjna TSR Góra Parkowa oddana do użytku we wrześniu 1971 roku[62]
- Platforma widokowa na wysokości 350 m n.p.m.
- Cztery drzewa pamiątkowe poświęcone działaczom harcerstwa 2 października 2010[72][73]:
  - Platan poświęcony Andrzejowi Małkowskiemu (1888-1919). Tabliczka oznajmia: „Platan „Andrzej” w hołdzie Andrzejowi Małkowskiemu twórcy harcerstwa polskiego. Hufiec ZHP Ziemi Sanockiej im ks. hm. Zdzisława Peszkowskiego. 100 lat harcerstwa polskiego. Sanok, 2 X 2010”.
  - Platan poświęcony Oldze Małkowskiej (1888-1979). Tabliczka oznajmia: „Platan „Oleńka” w hołdzie hm. Oldze Małkowskiej twórczyni harcerstwa żeńskiego. Hufiec ZHP Ziemi Sanockiej im ks. hm. Zdzisława Peszkowskiego. 100 lat harcerstwa polskiego. Sanok, 2 X 2010”.
  - Platan poświęcony Albinie Wójcik (1901–1982). Tabliczka oznajmia: „Platan „Albina” w hołdzie hm. Albinie Wójcik, wieloletniej komendantce sanockiego hufca harcerek. Hufiec ZHP Ziemi Sanockiej im ks. hm. Zdzisława Peszkowskiego. 100 lat harcerstwa polskiego. Sanok, 2 X 2010”.
  - Platan poświęcony Czesławowi Borczykowi (1910-2004). Tabliczka oznajmia: „Platan „Czesław” w hołdzie hm. Czesławowi Borczykowi, wieloletniemu komendantowi sanockiego hufca. Hufiec ZHP Ziemi Sanockiej im ks. hm. Zdzisława Peszkowskiego. 100 lat harcerstwa polskiego. Sanok, 2 X 2010”.

## Fauna i flora
Szata roślinna jest zbliżona do składu występującego w paśmie Gór Słonnych.
Drzewostan parku w większości zapełniają jesion wyniosły, grab zwyczajny i lipa drobnolistna. Ponadto występują orzech wodny, orzech turecki, sumak, miłorząb, sosna amerykańska i inne.
Wśród roślinności występują konwalijka dwulistna, gwiazdnica wielkokwiatowa, niezapominajka błotna, bluszczyk kosmaty, dąbrówka rozłogowa, żywiec gruczołowaty, szczawik zajęczy, lepiężnik wyłysiały, jaskier różnolistny, fiołek leśny, dzwonek pokrzywolistny, miodunka ćma, ziarnopłon wiosenny, bodziszek żałobny, żywokost sercowaty, glistnik jaskółcze ziele, jasnota biała, sałatnica leśna, groszek wiosenny, czyściec leśny oraz rzadkie i chronione rośliny pierwiosnka wyniosła, śnieżyczka przebiśnieg, kopytnik pospolity, bluszcz pospolity, śnieżyca wiosenna.
Świat zwierzęcy tworzą przede wszystkim różne gatunki ptaków, którym sprzyjają zainstalowane budki, oraz wiewiórki.